# Spergularia bocconei
Spergularia bocconei là loài thực vật có hoa thuộc họ Cẩm chướng. Loài này được (Scheele) Asch. & Graebn. miêu tả khoa học đầu tiên năm 1919.